# パスピエ

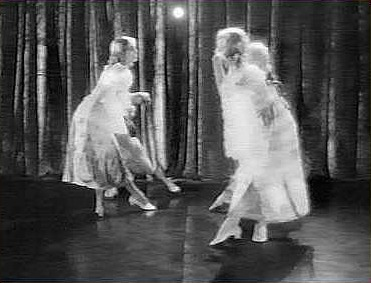
パスピエ

パスピエ（仏語：passepied）は、17世紀から18世紀の古典舞曲。ブルターニュに起源を発し、17世紀にパリで大流行した。「パスピエ」という語は、passa-piedないしはpasse-piedが語源で、「通行する足」の意味であり、この舞曲に特徴的な軽やかなステップを言い表すものだった。古い時代は、8分の3拍子ないしは8分の6拍子の速い旋舞であり、性格的にジグやカナリーに近かった。ドビュッシーの『ベルガマスク組曲』の終曲「パスピエ」は、行進曲調の踏み踊りとして作曲されている。
当時の英語では、当時のフランス語からの音訳である「パスピー」 (paspy) という語が使われたが、これは現代英語としては通用しない。